# Кубок Шотландії з футболу 1898—1899
Кубок Шотландії з футболу 1898–1899 — 26-й розіграш кубкового футбольного турніру у Шотландії. Титул вдруге здобув Селтік.

## Перший раунд
| Команда 1                    | Рахунок | Команда 2              |
| ---------------------------- | ------- | ---------------------- |
| 14 січня 1899                |         |                        |
| Ейрдріоніанс (2)             | 3:3     | Арброт (-)             |
| Ейр Паркхаус (-)             | 3:1     | Данді (1)              |
| Клайд (1)                    | 3:0     | Вішоу Тісл (-)         |
| Іст Стерлінгшир (-)          | 4:1     | Дамбартон (-)          |
| Бонесс (-)                   | 3:3     | Сент-Бернардс (1)      |
| Гіберніан (1)                | 2:1     | Роял Альберт (-)       |
| Форфар Атлетік (-)           | 4:5     | Вест Колдер Свіфтс (-) |
| Грінок Мортон (2)            | 3:1     | Енбенк (-)             |
| Оріон (-)                    | 0:2     | Кілмарнок (2)          |
| Партік Тісл (1)              | 5:0     | Ірвайн (-)             |
| Порт-Глазго Атлетік (2)      | 3:2     | Рентон (-)             |
| Квінз Парк (-)               | 4:0     | Кілсайз Вондерерс (-)  |
| Рейнджерс (1)                | 4:1     | Гарт оф Мідлотіан (1)  |
| Сикс ГРВ (-)                 | 1:8     | Селтік (1)             |
| Сент-Міррен (1)              | 7:1     | Літ Атлетік (2)        |
| Терд Ланарк (1)              | 4:1     | Артурлі (-)            |
| 21 січня 1899 (перегравання) |         |                        |
| Арброт (-)                   | 3:2     | Ейрдріоніанс (2)       |
| Сент-Бернардс (1)            | 4:2     | Бонесс (-)             |

## Другий раунд
| Команда 1                     | Рахунок | Команда 2              |
| ----------------------------- | ------- | ---------------------- |
| 4 лютого 1899                 |         |                        |
| Селтік (1)                    | 3:0     | Сент-Бернардс (1)      |
| Клайд (1)                     | 3:1     | Арброт (-)             |
| Порт-Глазго Атлетік (2)       | 3:1     | Вест Колдер Свіфтс (-) |
| 11 лютого 1899                |         |                        |
| Ейр Паркхаус (-)              | 1:4     | Рейнджерс (1)          |
| Іст Стерлінгшир (-)           | 1:1     | Кілмарнок (2)          |
| Партік Тісл (1)               | 2:2     | Грінок Мортон (2)      |
| Квінз Парк (-)                | 5:1     | Гіберніан (1)          |
| Сент-Міррен (1)               | 2:1     | Терд Ланарк (1)        |
| 18 лютого 1899 (перегравання) |         |                        |
| Кілмарнок (2)                 | 0:0     | Іст Стерлінгшир (-)    |
| Грінок Мортон (2)             | 1:2     | Партік Тісл (1)        |
| 25 лютого 1899 (перегравання) |         |                        |
| Кілмарнок (2)                 | 4:2     | Іст Стерлінгшир (-)    |

## Чвертьфінали
| Команда 1                     | Рахунок | Команда 2       |
| ----------------------------- | ------- | --------------- |
| 18 лютого 1899                |         |                 |
| Квінз Парк (-)                | 2:4*    | Селтік (1)      |
| Рейнджерс (1)                 | 4:0     | Клайд (1)       |
| 25 лютого 1899                |         |                 |
| Порт-Глазго Атлетік (2)       | 7:3     | Партік Тісл (1) |
| 25 лютого 1899 (перегравання) |         |                 |
| Селтік (1)                    | 2:1     | Квінз Парк (-)  |
| 11 березня 1899               |         |                 |
| Кілмарнок (2)                 | 1:2     | Сент-Міррен (1) |

* - результат скасовано, було призначено повторний матч.

## Півфінали
| Команда 1       | Рахунок | Команда 2               |
| --------------- | ------- | ----------------------- |
| 11 березня 1899 |         |                         |
| Селтік (1)      | 4:2     | Порт-Глазго Атлетік (2) |
| 15 квітня 1899  |         |                         |
| Сент-Міррен (1) | 1:2     | Рейнджерс (1)           |

## Фінал
| 22 квітня 1899 15:00 (CET) |

| Селтік (1)    | 2:0 | Рейнджерс (1) |
| ------------- | --- | ------------- |
| Макмегон Ходж |     |               |

| Гемпден-Парк, Глазго Глядачів: 25 000 |